# Crimă în stil personal
Crimă în stil personal (titlul original: în cehă Vražda po našem) este un film de comedie polițistă cehoslovac, realizat în 1967 de regizorul Jiří Weiss care împreună cu Jan Otčenášek au scris și scenariul. De la acesta din urmă provine și sursa literară pentru romanul omonim. Protagoniștii filmului sunt actorii Rudolf Hrušínský, Květa Fialová, Václav Voska și Vladimír Menšík. 
Filmul a avut premiera mondială la 24 februarie 1967 în Cehoslovacia.

## Rezumat
Franz Pokorný nu este un bărbat frumos. Nici măcar poziția sa subordonată de funcționar public la o autoritate din orașul Brno, din sudul Moraviei, nu-l face cu mult mai drăguț. La scurt timp l-a întâlnit pe tovarășul vice director Karl în casa de vacanță de stat și s-a împrietenit cu el. Acest lucru îl încurajează să o curteze pe frumoasa Alice. Spre surprinderea lui Franz, Alice îi acceptă curtarea și în cele din urmă devine soția lui.
După un timp îi devine clar lui Franz de ce prietenul său Karl l-a orientat spre Alice: ea este iubita lui și ar trebui să rămână așa, pentru că Alice are un apartament în Praga, iar Brno este la câteva ore distanță. Acum Franz este în căutarea răzbunării: crima plutește în aer iar imaginația lui funcționează la viteza maximă. e ar trebui, să o sugrume pe Alice sau să-l împuște pe Karl? Sau ar trebui să renunțe și să-și pună capăt propriei sale vieți? Franz găsește în sfârșit o altă metodă de a se răzbuna: el face precum Karl și ține pe lângă soția sa și o amantă.

## Distribuție
- Rudolf Hrušínský – Franz Pokorný
- Květa Fialová – Alice Pokorná
- Václav Voska – Каrеl, directorul
- Vladimír Menšík – Emil, colegul lui František
- Věra Uzelacová – Jarmilka Bidrova, colegă cu František
- Libuše Švormová – Jindržishka
- František Šlégr – Vrátný
- Jaroslav Solnička – președinte al ZR
- Jindřich Narenta – directorul
- Milivoj Uzelac – Bindr, soțul lui Jarmilka
- Josef Vondrácek – Císník
- Vjaceslav Irmanov – bărbatul elegant
- Emanuel Kovarík – un funcționar
- Gustav Hrdlicka – un turist

## Premii și nominalizări
- 1967 — Festivalul Internațional de Film de la San Sebastián — selectat pentru Scoica de Argint[2]